# Старков, Александр Михайлович
Александр Михайлович Старков (31 августа 1922 — 29 декабря 1999) — гвардии сержант Советской армии; участник Великой Отечественной и советско-японской войн, полный кавалер ордена Славы.

## Биография
Александр Старков родился 31 августа 1922 года в селе Старково (ныне Октябрьский район, Курской области) в крестьянской семье. По национальности — русский. После окончания 7 классов школы работал токарем на мотороремонтном заводе в Курске.
В Красной армии Старков начал служить в октябре 1941 года. Был зачислен курсантом в Воронежскую школу радистов в Курске. С 1942 года — в действующей армии: воевал на Северо-Кавказском фронте, а также — на 1-м и на 2-м Украинских фронтах. По состоянию на конец 1944 года служил в 14-м отдельном гвардейском мотоциклетном батальоне (9-й гвардейский механизированный корпус). Сначала служил пулеметчиком, а затем находился в должности командира бронемашины. В 1945 году вступил в ВКП(б).
6 декабря 1944 года во время боя близ населенного пункта Хатван-Херет (Венгрия) сержант Александр Старков, находясь в составе головного дозора, уничтожил вражеский пулемёт, а 8 декабря — захватил две автомашины, которые были наполнены запчастями и топливом, а также взял в плен двух пехотинцев противника. 25 января 1945 года Старков был награждён орденом Славы 3-й степени.
В период проведения Венской наступательной операции Александр Старков занимал должность командира бронемашины. 27 января 1945 года у населённого пункта Фельшёпать (близ города Шарвар, Венгрия) сержант Старков въехал на своей бронемашине в расположение врага и пулемётным огнём уничтожил 7 солдат противника. Воспользовавшись замешательством неприятеля, советские стрелковые подразделения без потерь заняли рубеж и взяли в плен более 30 солдат Вермахта. 30 апреля того же года Александр Михайлович Старков был награждён орденом Славы 2-й степени.
29 марта того же года близ города Кёсег (Венгрия) гвардии сержант Александр Старков на бронеавтомобиле действовал в составе разведывательной группы и первым преодолел границу с Австрией. По данным сайта «Герои страны», во время боя он лично уничтожил около 50 вражеских солдат (по данным сайт Министерства обороны России им было уничтожено более 10 солдат и 20 солдат взял в плен), одновременно разминировал проход, что обеспечило проход для разведывательной группы. 17 мая 1945 года Александр Михайлович был повторно награждён орденом Славы 2-й степени. 23 июня 1969 года приказ от 17 мая 1945 года был отменён, а Александр Старков был награжден орденом Славы 1-й степени, став полным кавалером ордена Славы.
После Великой Отечественной войны 9-й гвардейский механизированный корпус с территории Европы был переведён на Дальний Восток СССР. В результате Старков принял участие в Советско-японской войне, а именно — в Маньчжурской операции, завершившейся разгромом Квантунской армии.
В августе 1945 года во время перехода через Большой Хинган Александр Старков был в головном дозоре: он проводил поиск путей прохода и отхода через труднопроходимую местность. В результате его действий была повреждёна телефонная связь противника и было взято в плен приблизительно 200 японских солдат. 2 октября 1945 года Старков был награжден орденом Красной Звезды.
Демобилизовался в 1947 году. После демобилизации Александр Михайлович жил в Курске, где работал начальником смены цеха на заводе тракторных запчастей и механиком в Государственном областном архиве. Он принимал участие в Параде на Красной площади Москвы в честь 40-летия Победы в Великой Отечественной войне. Скончался 29 декабря 1999 года в Курске и был похоронен на Никитском кладбище Курска.

## Награды
Александр Михайлович Старков был награждён следующими наградами:
- Орден Отечественной войны 1-й степени (11 марта 1985)[1][2][3];
- Орден Красной Звезды (2 октября 1945)[1][2][4];
- Полный кавалер ордена Славы:

- Орден Славы 1-й степени (23 сентября 1969 — № 3158);
- 2 ордена Славы 2-й степени (30 апреля 1945 — № 16563 и 17 мая 1945);
- Орден Славы 3-й степени (25 января 1945 — № 228830);

- так же ряд медалей[1][2].